# Алдуин II (граф Ангулема)

Ангулем на карте Франции 1030 г.

Алдуин II (Альдуин II, Хильдуин II; фр. Hilduin d’Angoulême; ок. 990 — 1032, ранее 1 мая) — граф Ангулема с 1028 года. Сын графа Гильома IV.
Жена:
- согласно хронике Адемара Шабанского — Алейзия де Фронсак, дочь Гримоара, виконта де Фронсак.
- согласно Europäische Stammtafeln — Алейзия Гасконская, дочь герцога Гаскони Санша VI Гильома .

Дети:
- Беренгер (ум. 1037/1037), герцог Гаскони с 1032 года.
- Гильом Шозар (ум. после 4 апреля 1060), граф де Маретеи, сеньор де Мата и де Фронсак.
- Арно, упоминается в 1020/1028 годах (вероятно, умер раньше отца).

Согласно средневековым историческим хроникам, Алдуин II был отравлен Алейзией, и поэтому герцог Аквитании отстранил её детей от наследования и передал графство Ангулем Жоффруа, брату покойного.